# Grup de la rhodesita
El grup de la rhodesita és un grup de minerals de la classe dels silicats. El grup està format per dues espècies minerals: la melansonita i la rhodesita, dos fil·losilicats que cristal·litzen en el sistema ortoròmbic.
| Espècie     | Fórmula           |
| ----------- | ----------------- |
| Melansonita | Na◻KZrSi₈O19·5H₂O |
| Rhodesita   | KHCa₂Si₈O19·5H₂O  |